# HMS Canterbury (1915)
«Кентербері» (англ. HMS Canterbury (1915) — військовий корабель, легкий крейсер типу «C» підкласу «Кембріан» Королівського військово-морського флоту Великої Британії за часів Першої світової війни.

## Історія створення
«Кентербері» був закладений 14 жовтня 1914 року на верфі компанії John Brown & Company у Клайдбанк. 21 грудня 1915 року спущений на воду, а у травні 1916 року увійшов до складу Королівських ВМС Великої Британії.

## Історія служби
Після уведення до складу Королівського флоту весною 1916 року, «Кентербері» увійшов до 3-ї бойової ескадри Великого флоту під командуванням капітана Персі М. Р. Ройдса і 31 травня — 1 червня 1916 року брав участь у Ютландській битві. З 1916 по 1918 рр. він діяв у лавах 5-ї ескадри легких крейсерів сил Гаріджа в Північному морі, виконуючи завдання щодо захисту східних підступів до Дуврської протоки та Ла-Маншу. 5 червня 1917 року разом із легкими крейсерами «Сентор» і «Конквест» потопили німецький міноносець S 20 у Північному морі біля берега Шоуен поблизу бельгійського Зебрюгге. 23 квітня 1918 року крейсер прикривав головні сили британського флоту при проведенні рейду на Зебрюгге і Остенде. Пізніше, у 1918 році, крейсер отримав наказ діяти в Егейському морі, де проходив службу до кінця війни.
Після Першої світової війни «Кентербері» служив на Чорному морі в 1919 році під час британського втручання в Громадянську війну в Росії. У листопаді 1919 року переведений до 1-ї ескадри легких крейсерів Атлантичного флоту з базуванням у Портсмуті. У травні 1924 року, після ремонту, його знову ввели до строю і перевели до складу 2-ї крейсерської ескадри Атлантичного флоту.
У листопаді 1926 року «Кентербері» знову вийшов з Норського резерву для чергової служби в Атлантичному флоті у 2-ій ескадрі крейсерів. Перевозив війська до Китаю з 1930 до 1931 рік, у березні 1931 року знову увійшов до Норського резерву, а в серпні 1932 року відновив службу, перевозив британські війська. У грудні 1933 року корабель був виведений з ладу і списаний на брухт.